# 山口征二
山口 征二（やまぐち せいじ、1939年9月23日 - ）は、日本のプロゴルファー。

## 来歴
那須ゴルフ倶楽部所属時は小針春芳、霞ヶ関カンツリー倶楽部所属時は藤井義将が先輩プロであった。
1960年の日本プロでは初日に翌日からのマッチプレーに進める16枠をかけた36ホールのストロークプレーが行われたが、トップ通過の小針、杉原輝雄・木本与ら関西の若手と共にマッチプレーに駒を進め、橘田規との1回戦でエキストラホールに及んだ接戦を演じた。
1964年の日本プロでは橘田・石井朝夫・鈴村久に次ぐ4位、日本オープンでは謝永郁（中華民国）・石井朝夫と並んでの6位タイ、関東プロでは陳清波（中華民国）の2位に入った。
1965年の中日クラウンズでは初日第1ラウンドで鈴村・安田春雄・小野光一と共に1アンダー4位タイに着け、日本オープンでは藤井と並んでの7位タイに入った。
1967年の日本プロでは2日目にコースレコードタイの65を出して首位の内田繁と1打差2位に着け、最終的には細石憲二・杉原と並んでの3位タイに入った。
1971年の関東プロでは青木功の2位、ブリヂストントーナメントでは謝永と並んでの6位タイ、1972年の関東プロではプレーオフの末に青木の2位に入った。